# Rinaldo (ópera)
Rinaldo es una ópera en tres actos con música de Georg Friedrich Händel y libreto en italiano de Giacomo Rossi. Se trata de una de las óperas más célebres de Händel, estrenada en el Teatro de la Reina de Haymarket (Londres) el 24 de febrero de 1711 con la participación de dos de los castrati más famosos de la época, Nicolò Grimaldi "Nicolini" y Valentino Urbani. 
Rinaldo fue la primera ópera que Händel compuso específicamente para la escena londinense. La obra narra el amor entre el guerrero cristiano Rinaldo y Almirena. La hechicera Armida mantiene a Rinaldo en su poder, pasa de odiar a los cruzados a amar a uno de ellos. Se basa en el poema épico La Jerusalén liberada (Gerusalemme liberata) de Torquato Tasso.
Su orquestación es exquisita y muy florida. Contiene algunas de las más célebres arias del compositor, como Lascia ch'io pianga, Or la tromba in suon festante, Cor ingrato, furie terribili, cara sposa, venti turbini, combatti da forte, Ah! crudel, scherzano sul tuo volto o fermati entre otras.
Como las otras óperas serias de Händel, Rinaldo cayó en el olvido durante doscientos años. 
A comienzos de la década de 1970 fue revivida regularmente y ha llegado a formar parte del repertorio operístico habitual. En 1984 fue la primera ópera de Händel estrenada en el Metropolitan Opera protagonizada por Marilyn Horne. Esta ópera se representa poco; en las estadísticas de Operabase aparece la n.º 174 de las óperas representadas en 2005-2010, siendo la 18.ª en el Reino Unido y la novena de Händel, con 18 representaciones en el período.
Entre las grabaciones se destaca la versión de Christopher Hogwood con el contratenor David Daniels y la mezzosoprano Cecilia Bartoli con la Academy of Ancient Music acompañados por Bernarda Fink, Luba Orgonasova, Bejun Mehta y Gerald Finley.

## Personajes
| Personaje                                          | Tesitura             | Reparto el 24 de febrero de 1711 Director: |
| -------------------------------------------------- | -------------------- | ------------------------------------------ |
| Rinaldo (caballero templario)                      | castrato / contralto | Nicolo Grimaldi                            |
| Armida (hechicera árabe)                           | soprano              | Elisabetta Pilotti-Schiavonetti            |
| Godofredo de Bouillón (jefe de la Primera Cruzada) | contralto            | Francesca Vanini-Boschi                    |
| Eustazio (hermano de Godofredo)                    | castrato / contralto | Valentino Urbani                           |
| Almirena (hija de Godofredo)                       | soprano              | Isabella Girardeau                         |
| Argante (rey árabe de Jerusalén)                   | bajo                 | Giuseppe Boschi                            |

## Argumento

### Acto I
La escena se sitúa en un campamento cristiano frente a las murallas de Jerusalén, durante la Primera Cruzada. El jefe de la expedición, Godofredo de Bouillón, a fin de obtener la ayuda de Rinaldo, le promete la mano de su hija Almirena cuando la ciudad sea conquistada. Armida llega en un veloz carro y les cuenta que solamente serán capaces de conquistar la ciudad si Rinaldo es expulsado del ejército cristiano. En una cueva cercana, Almirena y Rinaldo confirman su mutuo amor. Armida se lleva a Almirena y cuando Rinaldo trata de impedirlo, su amada es raptada por una nube negra. Godofredo y Eustazio entran y acuerdan consultar a un ermitaño sobre cómo derrotar a Armida. Rinaldo pide a los vientos que le ayuden.

### Acto II
En la orilla del mar, rodeados de sirenas, Rinaldo y Godofredo discuten sobre cuánto tendrán que viajar hasta encontrar al ermitaño. Eustazio les comenta que están cerca de su destino. Rinaldo es atraído hacia un barco por un espíritu en forma de mujer que le cuenta que Almirena la ha enviado. Sus compañeros son incapaces de avisarle de que es una trampa. En los jardines del palacio encantado de Armida, Argante le confiesa a Almirena su amor por ella, diciéndole como prueba de ello que es capaz de liberarla del embrujo de Armida. Almirena ruega que le deje tranquila. Mientras tanto, Armida recibe con alegría la noticia de que Rinaldo ha sido capturado y una vez llega ante él, le ofrece su amor. Cuando él la rechaza, Armida cambia su apariencia haciéndose pasar por Almirena. Rinaldo la vuelve a rechazar al reconocer el ardid, pero cuando llega Argante, este le confiesa lo que siente por Almirena. Armida clama venganza.

### Acto III
La cueva del ermitaño se encuentra en la parte baja de una montaña con un palacio en su cima. El ermitaño le cuenta a Godofredo y Eustazio que Rinaldo y Almirena son prisioneros en el palacio. El primer intento de los cristianos por alcanzar el palacio es repelido por espíritus. Llegan a las puertas del palacio y la montaña desaparece, dejando a Godofredo y Eustazio aferrados a una enorme roca en el medio del mar. Armida trata de apuñalar a Almirena, Rinaldo desenfunda su espada pero es contenido por espíritus. Llegan sus compañeros y agitando sus varitas mágicas transforman el jardín del palacio en un lugar cercano a las puertas de Jerusalén. Se reúnen con Rinaldo. Armida trata de apuñalar a Almirena una vez más, pero es atacada por Rinaldo y desaparece. Argante y Armida se reconcilian. Los ejércitos se preparan para luchar. Ganan los cristianos gracias a Rinaldo. Argante y Armida son capturados y abrazan la fe cristiana. Almirena y Rinaldo se unen.

## Curiosidades
El aria Lascia ch'io pianga aparece en el prólogo y el epílogo de la película de Lars von Trier, Antichrist, acompañando unas imágenes en un blanco y negro azulado, a cámara lenta, cuya combinación da como resultado una gran fuerza visual y significativa. Esta aria es una de las más conocidas de Rinaldo, y de Händel en general.
En 1989 apareció el aria Lascia ch'io pianga en la película Amanece que no es poco del cineasta José Luis Cuerda. La soprano Elisa Belmonte interpreta esta aria en la taberna de la película.